# Antoine Poncet
Antoine Poncet (París, 5 de mayo de 1928-13 de agosto de 2022) fue un escultor francés.

## Datos biográficos

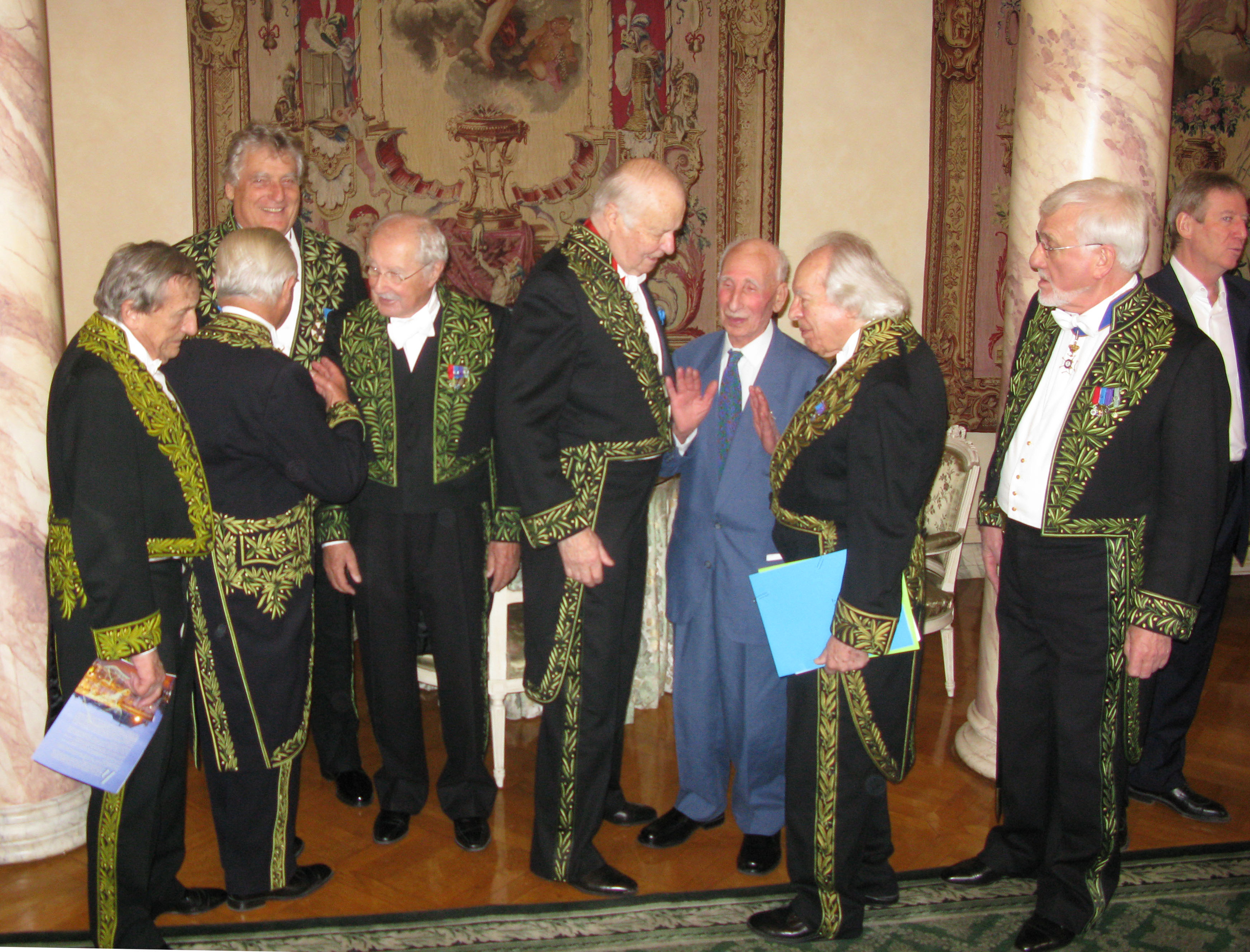
Antoine Poncet presidiendo un acto de la Academia de Bellas Artes

Hijo del pintor vidriero suizo y de Marcel Poncet y de Anne-Marie Denis hija de Maurice Denis, Antoine Poncet descubrió la escultura a los catorce años de edad, primero con Casimir Reymond en Lausana, posteriormente con Germaine Richier en Zúrich (1942). Fue alumno de la Escuela de Bellas Artes de Lausana (del francés: École des Beaux-Arts de Lausanne) (1942-1945). Becario del Estado francés, regresó a París donde se instaló definitivamente en 1948. Se convirtió entonces en alumno de Zadkine y Gimond, se reunió con Arp (del que será colaborador entre 1953 y 1955), Brancusi, Laurens y entabló amistad con Alicia Penalba, Etienne Martin, François Stahly y Walber.
En 1965 recibió un encargo del coleccionista y mecenas estadounidense Nathan Cummins para la fabricación de dieciocho estatuas de mármol. El contrato estipulaba que Poncet podía trabajar en el estudio de Carlo Nicoli (Nicoli Studi) en la canteras de mármol de Carrara en Italia.
En 1956, Antoine Poncet participó en la Bienal de Venecia. Su primera exposición personal tuvo lugar en 1956 en Galería Iris Clert de París. Antoine Poncet participó desde entonces en numerosos eventos. Fue miembro del Jurado del Premio Bourdelle (1960-1965), participó en la Bienal de Anvers - Middelheim (Bélgica), y en 1963 en el Symposium de escultura de Manazvru (Japón).

## Premios y distinciones
- Premio André Susse (Academia de las Bellas Artes) (1957)
- Premio Henry Moore del museo de Hakone (Japón, 1983)
- Miembro de la sección de Escultura de la Academia Francesa de Bellas Artes (1993).
- Premio del Hermitage (Lausana, 1996).
- Presidente de la Académie des Beaux Arts (2009).
- Presidente del Comité del Salón de Mayo (1969)
- Caballero de la Orden Nacional del Mérito.
- Oficial de la Orden de las Palmas Académicas.
- Miembro del Instituto de Francia.

### Exposiciones
La Fundación Coubertin organizó una exposición Sculptures d’Antoine Poncet. Résonances poétiques avec Jean Arp et Philippe Jaccottet, en el campo de Coubertin, en Saint-Rémy-lès-Chevreuse, del 12 de septiembre al 8 de noviembre de 2009.
Los textos poéticos de Jean Arp y de Philippe Jaccottet se hacen eco en las esculturas de Antoine Poncet.

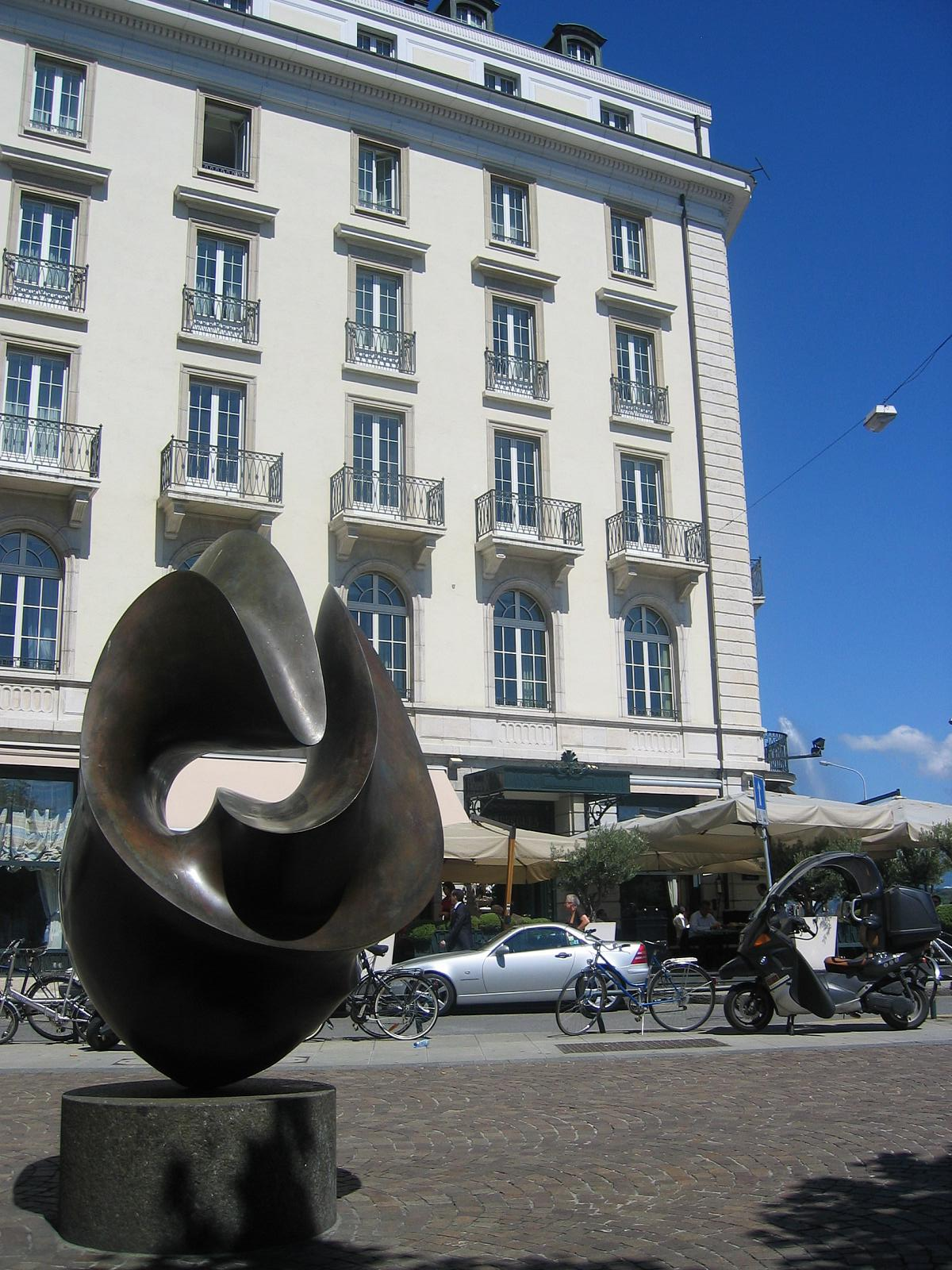
Place des Bergues, Ginebra

## Obras

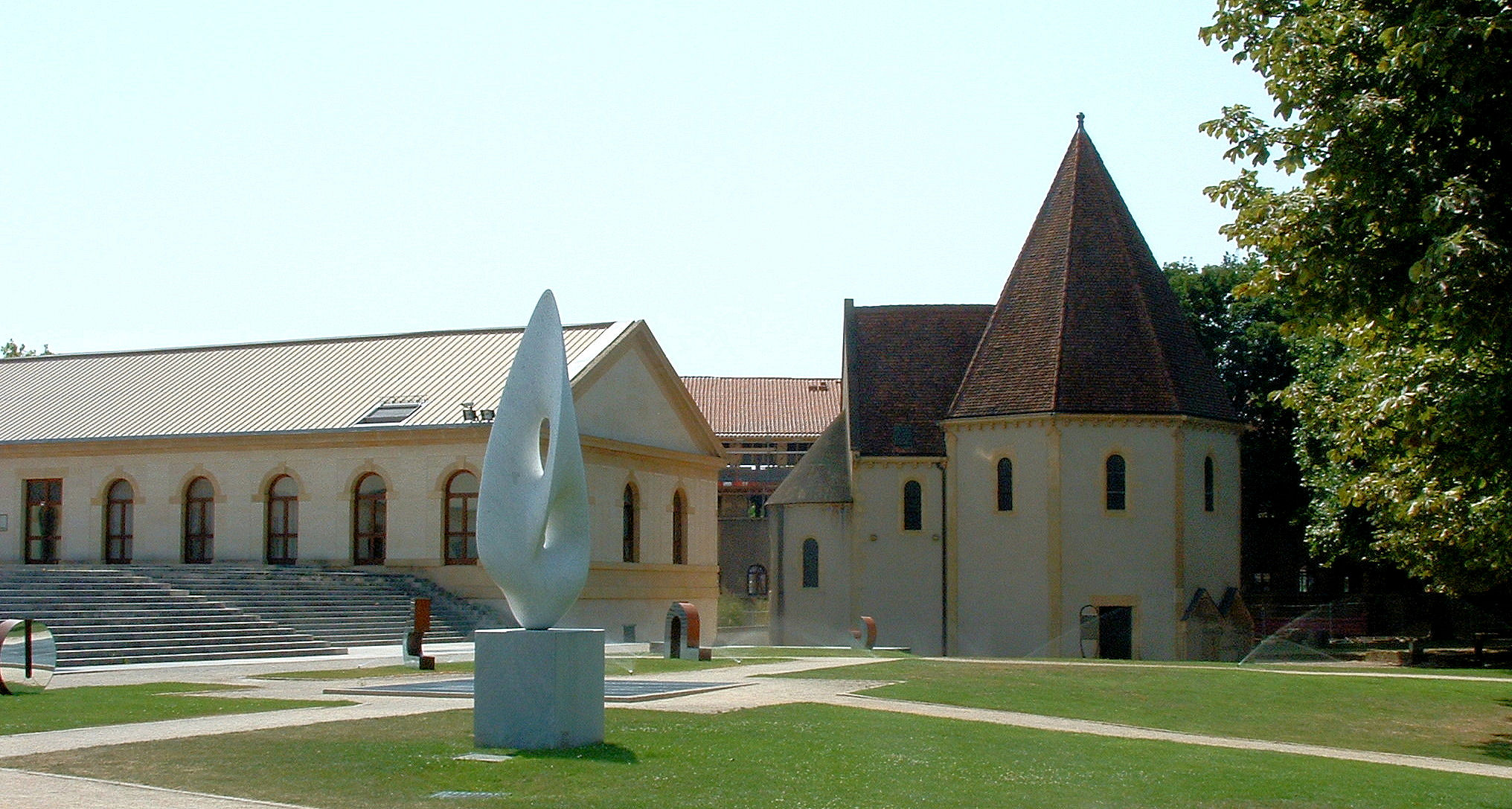
Escultura frente a la Capilla de los Templarios y el Arsenal de Metz

Su obra, creada en la tradición de Brancusi y Arp con formas orgánicas, se encuentra en colecciones de museos y parques de escultura, y en el espacio público de las ciudades de Europa, Estados Unidos y Japón.
Entre las mejores y más conocidas obras monumentales de Antoine Poncet se incluyen las siguientes:

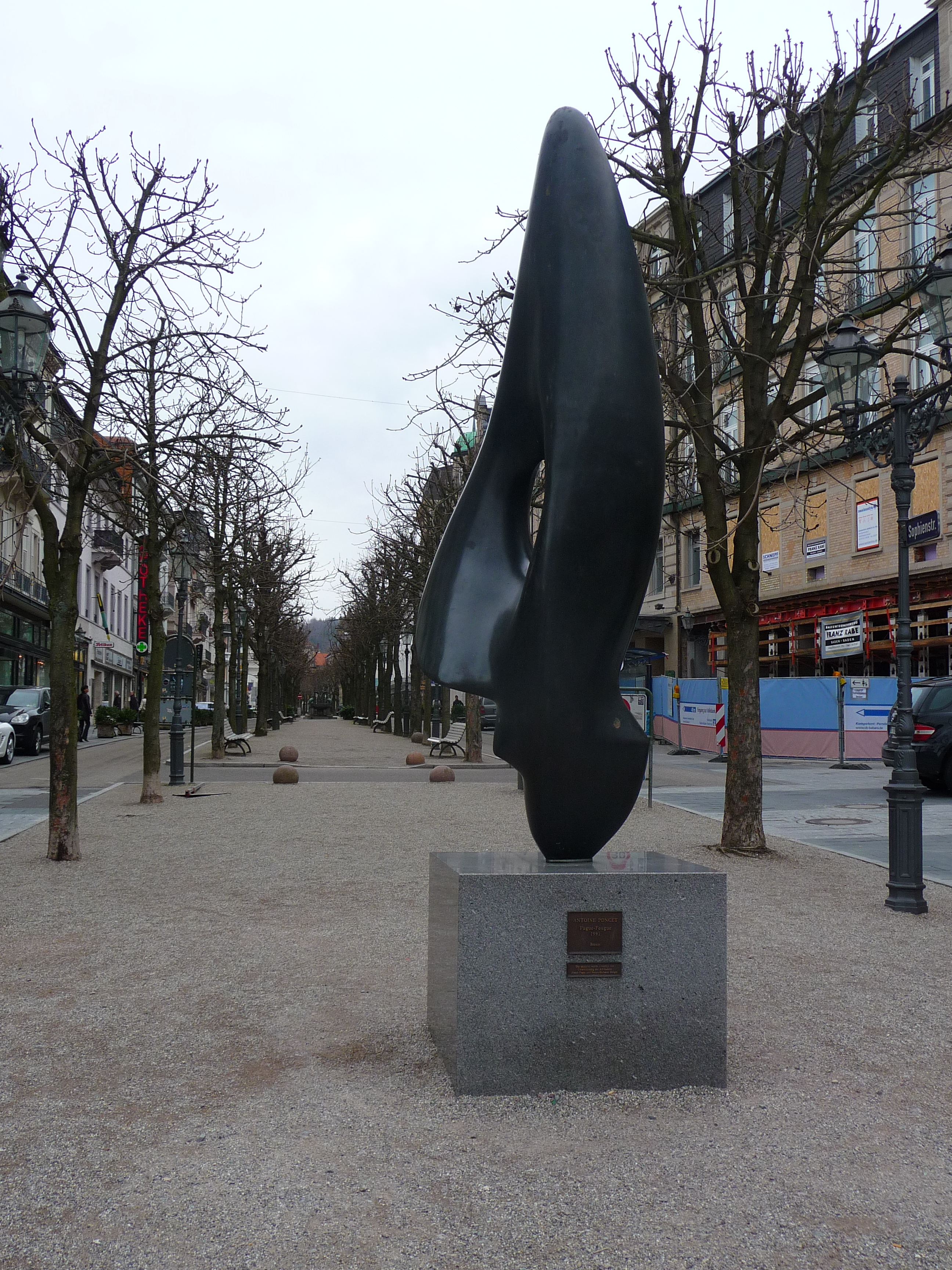
Escultura de bronce Fugue-Fougue de Antoine Poncet en Baden Baden

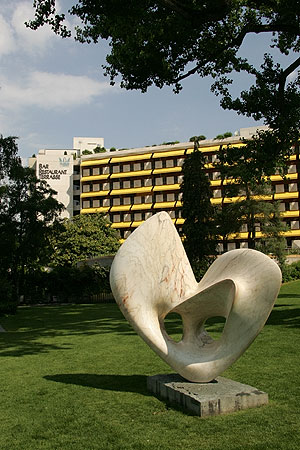
Escultura en el jardín del Palacio de Congresos de Montreux

- Fundación Kyoto, Kioto (Japón)[¿cuándo?]
- Swiss Atlantic, Lausana (Suiza)[¿cuándo?]
- École Polytechnique, Saclay (Essonne)[¿cuándo?]
- Résidence Sun and Surf, Palm Beach (Florida) [¿cuándo?]
- Société Oxford Chemical, Atlanta (Estados Unidos)
- Gant Ltd, New Haven (Estados Unidos)
- Northwesten University (Estados Unidos)
- Université de Besançon (Doubs)[3]
- Stanford University (Estados Unidos)
- Hospital Monte Sinaí, Nueva York.
- Crédit Lyonnais, Nueva York
- Connecticut College, New London (Estados Unidos)
- E.N.A., París
- Embajada de Suiza, Pekín
- Place des Bergues, Ginebra (Suiza)
- Jardín del Palacio de Congresos, Montreux
- Marina Centre, Singapur
- Hospital universitario de Ginebra (en francés: Hôpitaux universitaires de Genève)
- Universidad de Lausana, Dorigny (C.M.)